# 鄭琮
郑琮，五代十国后唐、后晋将领，太原人。
郑琮开始在李克用麾下为五院军小校，屡有军功。唐庄宗在黄河两岸与后梁交战，郑琮为马步都虞候。行军打仗之事，过目不忘，凡有诘问，应答如流，于是知名。后唐同光末年，随李嗣源伐魏州，军情有变，李嗣源退守魏县，不知该到什么地方。安重诲在四方征兵，郑琮在帐前，一一列举诸道屯军及主将姓名，按他的口述传檄，各地军队陆续赶到。唐明宗即位，嘉赏其功，担任防州刺史，到任后，父老请把他留下来。天成三年（928年），授左羽林统军。长兴二年（931年）二月，担任武州刺史。石敬瑭即位，再任环卫官。很久以后，因为俸禄微薄家中贫困，郁郁不得志。天福年间，因病在官任上去世。被朝廷追赠司徒。